# Enzenkirchen
Enzenkirchen è un comune austriaco di 1 774 abitanti nel distretto di Schärding, in Alta Austria.